# Pigianimali
Pigianimali (un portmanteau delle parole pigiama e animali) (Pajanimals) è una serie televisiva per bambini creata da Jeff Muncy e Alex Rockwell. I Pigianimali sono personaggi creati da Jim Henson's Creature Shop presso The Jim Henson Company. La serie è stata girata in Irlanda del Nord. È andato in onda su PBS Kids Sprout (ora Universal Kids) negli Stati Uniti, dove tale canale è stato co-produttore della serie. In Italia la serie viene trasmessa l’8 gennaio 2013 su Disney Junior.

## Trama
La serie parla dei Pigianimali, quattro simpatici animali che condividono gli ultimi momenti di gioco prima di andare a dormire, cantano canzoni e viaggiano tra terre immaginarie per trovare simpatici amici da cui, imparano una lezione preziosa. I personaggi sono Apollo, Quacky (Squacky), Margherita (Sweetpea Sue) e Muccabella (Cowbella).

## Personaggi

### Personaggi principali
- Apollo (voce originale di John Kennedy, italiana di Ruggero Andreozzi[3]), è un amichevole cane verde e viola che è il capo del gruppo. Gli piace guardare il cielo notturno e giocare con il suo razzo. Ama la sua torcia a razzo e a volte ci dorme. Quando volano nel cielo, il suo letto è una nave spaziale.
- Quacky (Squacky) (voce originale di Victor Yerrid, italiana di Maurizio Merluzzo), è un'anatra energica, eccitabile, blu e gialla che parlava in un balbettio frontale nei video musicali, ma non nella serie TV. Dorme con una coperta che funge anche da mantello ogni volta che finge di essere un supereroe. Nella versione originale, spesso aggiunge "squack" alle parole quando parla, come "squacksolutely" per "assolutamente". Quando volano nel cielo o si tuffano nel Grande Mare Blu, il suo letto è un sottomarino. È il più giovane del gruppo.
- Margherita (Sweetpea Sue) (voce originale di Donna Kimball, italiana di Cinzia Massironi), è un cavallo rosa e arancione tranquillo, timido e intelligente con denti da coniglio e parla con un accento del sud. È la più anziana del gruppo. Ha un cuscino margherita imbottito chiamato Daisy Puff con cui dorme sempre. Quando volano nel cielo, il suo letto è una mongolfiera.
- Muccabella (Cowbella) (voce originale di Sarah Lyle, italiana di Jolanda Granato), è una mucca viola, rosa e bianca che ama le principesse, gli unicorni e ogni sorta di cose femminili. Aveva un accento italiano nei video musicali, ma non lo ha nella serie TV. Dorme con un unicorno di pezza di nome Princess Lucy. Quando volano nel cielo, il suo letto è una carrozza.
- Luna (Moon) (voce originale di Michael Winsor, italiana di Claudio Moneta), è una personificazione occhialuta della luna che indossa un berretto da notte e si trova nel cielo notturno. I Pigianimali andavano spesso da lui per consigli prima di coricarsi quando cavalcavano il letto di Apollo da lui.

### Personaggi ricorrenti
- Mamma e papà, sono i genitori dei Pigianimali. Si sentono ma non si vedono mai sullo schermo, nemmeno le loro ombre. La mamma canta la canzone "La-La-Lullaby" alla fine di quasi ogni episodio.
- Bunny (voce originale di Donna Kimball), è un coniglio bianco assonnato. Vive nella Terra del silenzio e spesso si addormenta durante le conversazioni. I Pigianimali andavano spesso da lei per consigli prima di andare a dormire quando cavalcano il letto di Margherita (Sweetpea Sue) o il letto di Muccabella (Cowbella) da lei. Ogni volta che viene emesso un forte rumore, Bunny spalancherà gli occhi e cadrà a terra.
- Jerry (voce originale di Victor Yerrid), è un orso giallo. Vive nella foresta amichevole. I Pigianimali andavano spesso da lui per consigli prima di andare a dormire quando cavalcavano il letto di Squacky, il letto di Muccabella (Cowbella), il letto di Apollo o il letto di Margherita (Sweetpea Sue) da lui. Spesso dava abbracci da orso ai Pigianimali.
- Otis (voce originale di Paul Currie), è un gufo apparso per la prima volta nella seconda stagione che è un buon amico di Jerry. Vive nella foresta amichevole. Otis Owl e Jerry Bear si sono incontrati per la prima volta alla Woodwork School. Otis emette un forte grido quando è eccitato.
- Sig. Buon Compleanno (voce originale di Josh Elwell, italiana di Luca Ghignone), è un porcospino blu scuro e arancione che è la mascotte di tutti i compleanni. Vive a Birthday Land. I Pigianimali di tanto in tanto andavano da lui per un consiglio di compleanno quando cavalcavano il letto di Margherita (Sweetpea Sue) o il letto di Muccabella (Cowbella) da lui. Sig. Buon Compleanno ha la tendenza a pronunciare male la parola Pigianimali. Una gag ricorrente nello spettacolo è che le sue penne tendono a far scoppiare tutti i palloncini vicini che le toccano.
- Ellie (voce originale di Sarah Lyle), è un polpo viola che vive nel Big Blue Sea. Nella sua prima apparizione in "An Octopus Hug", Margherita (Sweetpea Sue) aveva paura dei polpi fino a quando non ha incontrato Ellie. I Pigianimali andavano spesso da lei per consigli prima di andare a letto quando cavalcavano il letto di Squacky da lei. Ellie dava sempre ai Pigianimali "abbracci di polpo".
- Coach Whistler (voce originale di Paul Currie), è un allenatore di trichechi blu scuro con un fischietto fasciato di rosso che vive nella Terra del Gioco. I Pigianimali andavano spesso da lui per consigli prima di andare a dormire quando cavalcano il letto di Squacky, il letto di Margherita (Sweetpea Sue) o il letto di Muccabella (Cowbella) da lui. L'allenatore Whistler ha sempre un grande spirito di squadra.
- Edwin (voce originale di Paul Currie), è un uomo occhialuto dalla pelle arancione che vive a Storybook Land. I Pigianimali andavano spesso da lui per consigli prima di coricarsi quando cavalcavano il letto di Muccabella (Cowbella) da lui. Edwin interpreta ruoli diversi durante le visite dei Pigianimali a Storybook Land.
- Nonna Pearl (voce originale di Donna Kimball) è un'anziana tartaruga marina verde che vive nel Grande Mare Blu. I Pigianimali andavano spesso da lei per consigli prima di andare a letto quando cavalcavano il letto di Squacky da lei. È una sostituta di Ellie che è assente nella seconda stagione.
- Hank e Frank (voci originali di Victor Yerrid e Paul Currie), sono due fratelli castoro bruno. Vivono nel Land of Build-It dove lavorano come operai edili. I Pigianimali andavano spesso da loro per consigli prima di coricarsi quando cavalcano il letto di Squacky o il letto di Apollo da loro.